# Gustav von Friederici

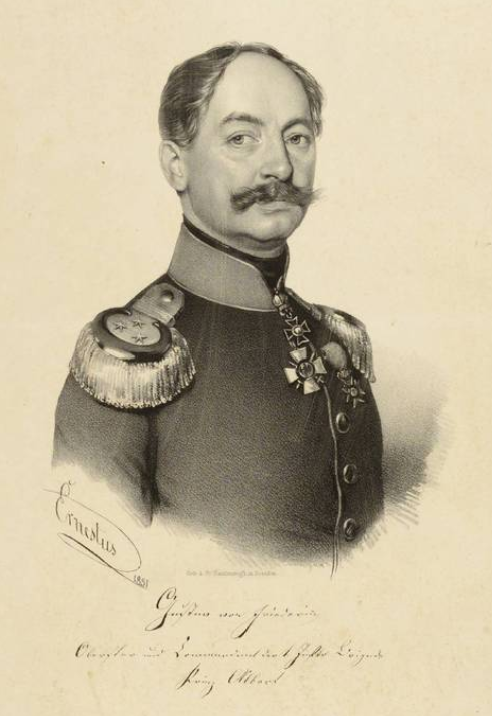
Gustav von Friederici

Gustav von Friederici (* 1800 in Görlitz; † 12. Juli 1860 in Dresden) war ein sächsischer Generalleutnant.

## Leben

### Herkunft
Gustav entstammt einer am 20. Oktober 1742 in den preußischen Adelsstand erhobenen Familie, nachdem sich sein Vorfahre Christian Friderici als Leutnant im Husaren-Regiment von Bronikowski während der Schlacht bei Chotusitz auszeichnete.

### Karriere
Gustav von Friederici trat schon im Alter von 13 Jahren in den sächsischen Militärdienst ein und wurde nach langjähriger Ausbildung am Kadettenhaus am 27. Oktober 1818 zum Leutnant beim Regiment „Prinz Anton“ ernannt. Die folgenden Jahre diente er in zahlreichen Verwendungen, darunter bei der Garde-Division zu Dresden. In letzter Verwendung stieg er am 30. Juni 1829 zum aggregierten Oberleutnant und am 6. April 1839 auch zum Hauptmann auf. Nachdem er am 14. Dezember 1847 zum Major aufstieg, wurde er Bataillonskommandant beim 3. Linien-Infanterie-Regiment „Prinz Georg“ unter Oberst Moritz Ferdinand Gustav von Rockhausen. Im Jahr 1849 wurde er zunächst zum Oberstleutnant und am 16. März des Jahres schon zum Oberst befördert. Er diente seitdem als Regimentskommandeur des 1. Linien-Infanterie-Regiment „Prinz Albert“. Für seinen Anteil an der Unterdrückung des Dresdner Maiaufstandes wurde Oberst von Friederici am 27. Mai 1849 mit dem Ritterkreuz des Militär-St.-Heinrichs-Ordens ausgezeichnet. Am 21. Oktober 1852 erfolgte seine Beförderung zum Generalmajor und Brigadekommandeur der 1. Infanterie-Brigade. Nach weiterer Beförderung zum Generalleutnant am 17. Oktober 1857 wurde er Kommandeur der 1. Infanterie-Division. 1859 wurde er Gouverneur von Dresden und verstarb nach längerem Leiden schon im folgenden Jahr.

### Familie
Ein Sohn war der Pariser Korrespondent der Leipziger Zeitung, Friedrich von Friederici.